# Grupa zadaniowa
Grupa zadaniowa (inaczej grupa celowa) – grupa społeczna celowo powołana do zrealizowania konkretnego zadania. 
Tego typu grupy mają charakter krótkotrwały - istnieją do momentu zrealizowania zadania. Więzi społeczne są w nich sformalizowane i zinstytucjonalizowane, opierają się jedynie na stycznościach rzeczowych. 
Atrybutami grup zadaniowych są:
- kontraktowy charakter
- impersonalny charakter osób
- hierarchizacja
- wyodrębniona struktura.

Grupy zadaniowe powstają na drodze od potrzeby do jej realizacji. Możemy wyróżnić następujące etapy :
- zaistnienie potrzeb
- przekształcenie się potrzeb w interesy
- ewolucja interesów w cele (konkretyzacja interesów)
- realizacja celów, prowadząca do realizacji interesów.

W grupach zadaniowych istnieje imperatyw organizacyjny, czyli zbiór tendencji, którym się one poddają. Składa się on z :
1. tendencji do jednoczenia się
2. tendencji do koordynacji i centralizacji
3. tendencji do wykształcania fachowego grona kierowniczego (grona ekspertów)
4. tendencji do powstawania silnej, wyalienowanej grupy ścisłego kierownictwa.

Grupa zadaniowa to także grupa psychoterapeutyczna w psychoterapii grupowej.